# آن تايلور ألين
آن تايلور ألين (بالإنجليزية: Ann Taylor Allen)‏ هي مؤرخة أمريكية، ولدت في 1944.